# Gliese 3323
Gliese 3323 eller LHS 1723, är en ensam stjärna i den norra delen av stjärnbilden Eridanus omkring 0,4° från den ljusstarkare Psi Eridani. Den har en skenbar magnitud av ca 12,20 och kräver ett teleskop för att kunna observeras. Baserat på parallax enligt Gaia Data Release 2 på ca 186,0 mas, beräknas den befinna sig på ett avstånd på ca 17,5 ljusår (ca 5,4 parsek) från solen. Den rör sig bort från solen med en heliocentrisk radialhastighet på ca 42 km/s. För ca 104 000 år sedan tros stjärnan ha befunnit sig så nära som 7,34 ± 0,16 ljusår från solen.

## Egenskaper
Gliese 3323 är en orange till röd dvärgstjärna i huvudserien av spektralklass M4.0 Ve,  som har emissionslinjer i dess spektrum och är en källa till röntgenstrålning. Den har en massa som är ca 0,17 solmassor, en radie som är ca 0,19 solradier och har ca 0,0037 gånger solens utstrålning av energi från dess fotosfär vid en effektiv temperatur av ca 3 300 K.

## Planetsystem
Den 15 mars 2017 upptäcktes med hjälp av HARPS-teleskopet att Gliese 3293 hade två exoplaneter, Gliese 3323 c och Gliese 3323 b, varav den senare kan ligga inom den beboeliga zonen.
| Planet | Massa          | Halv storaxel (AE) | Siderisk omloppstid (d) | Excentricitet | Inklination | Radie |
| ------ | -------------- | ------------------ | ----------------------- | ------------- | ----------- | ----- |
| b      | 2,02 ± 0,25 M🜨 | 0,03282 ± 0,00054  | 5,3636 ± 0,0007         | 0,23 ± 0,11   | -           | -     |
| c      | 2,31 ± 0,49 M🜨 | 0,1264 ± 0,0021    | 40,54 ± 0,19            | 0,17 ± 0,12   | -           | -     |